# Јован Солдатовић
Јован Солдатовић (Черевић, 26. новембар 1920 — Нови Сад, 7. октобар 2005) био је југословенски и српски вајар.

## Биографија
Рођен је 26. новембра 1920. године у Черевићу. Током Другог светског рата се борио на страни партизана.
Дипломирао је на Академији ликовних уметности у Београду 1948. године, а затим је неко време био сарадник Мајсторске радионице Томе Росандића.
Први пут је излагао 1949. године. Имао је више самосталних изложби у Београду и Новом Саду. Учествовао је на бројним скупним изложбама Удружења ликовних уметника Србије, Удружења ликовних уметника Војводине, Медитеранском бијеналу у Александрији, Међународном бијеналу скулптуре на отвореном у Антверпену, Октобарском салону у Београду, Салону у Ријеци, Тријеналу у Београду, те на више репрезентативних изложби савремене југословенске уметности у Бриселу, Паризу и другде. Учествовао је 1957. на изложби савремене српске скулптуре, Галерија УЛУС-а, Београд.
Излагао је у оквиру Југословенског павиљона на Светској изложби у Бриселу 1958. године.
Био је припадник ликовне групе „Простор 8“. Аутор је бројних скулптура и споменика.
Солдатовић се бавио педагошким радом и деловао као професор на сликарском одсеку Више педагошке школе у Новом Саду.

## Одабрана дела
- Споменик „Стрељаним родољубима“, Жабаљ 1962.[7]
- Борба јелена, Нови Сад, 1965.[8]
- Споменик жртвама рације „Породица“, Нови Сад 1971.
- Споменик Ђури Јакшићу, Нови Сад, 1982.[9]
- Споменик жртвама рације, Чуруг
- Споменик деци-жртвама рације „Мајка и дете“, Чуруг
- Скулптура срне и ланета, Вила Мир, Београд[10]
- Спомен-парк Сремски фронт, Шид 1981
- Споменик „Суђаје”, Крагујевац 1979.
- Споменик Конфучију у Београду
- Споменик борцима НОР-а и жртвама фашизма 1941—1945, Ђурђево

## Галерија
- Споменик жртвама рације „Породица“ у Новом Саду[11]
- Споменик „Стрељаним родољубима“ код Жабља
- Споменик Ђури Јакшићу подигнут 1990. у Скадарлији
- Спомен-обележје Сремски Фронт
- Мајка и дијете, Бања Лука
- Милан Коњовић, Галерија Матице српске